# Yanne Dorenbos
Yanne Dorenbos (Castricum, 15 september 2000) is een Nederlands wielrenner die op de baan en weg actief is. Sinds 2024 rijdt hij bij het Nederlandse Parkhotel Valkenburg.

## Carrière
Als zestienjarige nam Dorenbos voor het eerst deel aan de NK die dat jaar in Apeldoorn werden gehouden. Samen met Philip Heijnen, Leco Hendriks en Bob Markus reed hij naar de gouden medaille. In 2017 werd de ploeg waar Dorenbos deel van uit maakte tweede. In 2018 werd Dorenbos voor de tweede maal nationaal kampioen op dit onderdeel, ditmaal reed hij samen met Enzo Leijnse, Casper van Uden en Hendriks. In 2021 won Dorenbos zijn eerste individuele medaille. Op het onderdeel afvalkoers werd hij tweede achter Yoeri Havik. Eerste gouden medailles op de NK won Dorenbos in 2023 toen hij de koppelkoers en scratch op zijn naam schreef. Bij zijn eerste deelname aan de WK in 2024 werd hij derde op de omnium.
Op de weg reed hij tot 2023 bij verschillende amateurploegen, waaronder bij de opleidingsploeg van het Spaanse Equipo Kern Pharma waar hij vanaf augustus dat jaar reed als stagiair. Namens die ploeg reed hij onder andere de Ronde van Portugal en die van Turkije. Per het seizoen van 2023 maakte hij de overstap naar Parkhotel Valkenburg.

## Palmares
| Jaar        | NK                                                                  | EK                            | WK          | Overige                                |
| Als belofte | Als belofte                                                         | Als belofte                   | Als belofte | Als belofte                            |
| ----------- | ------------------------------------------------------------------- | ----------------------------- | ----------- | -------------------------------------- |
| 2019        |                                                                     | 8e puntenkoers 9e koppelkoers |             |                                        |
| 2020        |                                                                     |                               |             |                                        |
| 2021        |                                                                     |                               |             |                                        |
| 2022        |                                                                     | koppelkoers · 8e puntenkoers  |             |                                        |
| Als elite   |                                                                     |                               |             |                                        |
| 2016        | ploegenachtervolging                                                |                               |             |                                        |
| 2017        | ploegenachtervolging                                                |                               |             |                                        |
| 2018        | ploegenachtervolging · 5e omnium · 8e koppelkoers · 10e puntenkoers |                               |             |                                        |
| 2019        |                                                                     |                               |             |                                        |
| 2020        |                                                                     |                               |             |                                        |
| 2021        | afvalkoers · puntenkoers                                            |                               |             |                                        |
| 2022        | koppelkoers · puntenkoers · 4e afvalkoers · 5e scratch              |                               |             | Genève: · puntenkoers · 5e koppelkoers |
| 2023        | koppelkoers · scratch · 6e puntenkoers · 8e afvalkoers              |                               |             | Rotterdam: 9e eindklassement           |
| 2024        | scratch · afvalkoers · koppelkoers · puntenkoers                    | 4e omnium 4e puntenkoers      | omnium      | Gent: 6e eindklassement                |
| 2025        |                                                                     | koppelkoers · puntenkoers     |             | NC Konya: · omnium                     |

## Ploegen
- 2023 –  Equipo Kern Pharma (v.a. 1 augustus)
- 2024 –  Parkhotel Valkenburg
- 2025 –  Parkhotel Valkenburg